# Condado de Amherst
O Condado de Amherst é um dos 95 condados do Estado americano de Virgínia. A sede do condado é Amherst, e sua maior cidade é Amherst. O condado possui uma área de 1 240 km² (dos quais 9 km² estão cobertos por água), uma população de 31 894 habitantes, e uma densidade populacional de 26 hab/km² (segundo o censo nacional de 2000). O condado foi fundado em 1761.